# فيليب بي سيمون
فيليب بي سيمون (بالإنجليزية: Philip P. Simon)‏ هو محامي وقاضي أمريكي، ولد في 1962 في بيتسبرغ في الولايات المتحدة.